# 邓建栋
邓建栋（1963年—），江苏无锡人，中国二胡演奏家。曾被評为“融传统与现代、学院與民间为一体的主流演奏家”。

## 生平
生于江苏无锡，9岁开始练學习二胡，10岁进入无锡市小红花艺术团。1975年考入江苏省戏曲学校，1980年毕业后在江苏省无锡剧团拉二胡。1986年就读于南京艺术学院音乐系，师从马友德、甘涛、张锐、闵惠芬、成公亮等。1989年，毕业後被空政文工团特招入伍。2008年1月8日在维也纳举办“二泉映月之邓建栋二胡独奏音乐会”。

## 履历
鄧建棟歷任：
- 中国音乐家协会会员
- 中国民族管弦乐会常务理事
- 中国二胡学会副会长
- 中国刘天华研究会副会长
- 中国人民大学客座教授
- 南京艺术学院客座教授
- 空政文工团国家一级演奏员

## 奖项
鄧建棟所獲獎項：
- 1985年 江苏省首届青少年二胡比赛，青年组第二名，处女作《姑苏春晓》荣获优秀新作品奖。
- 1985年 中国首届北京二胡邀请赛，一等奖第一名，[1]《长城随想》、《姑苏春晓》荣获两项最佳演奏奖。
- 1987年 首届海内外江南丝竹比赛演奏二等奖。
- 1988年 《第一二胡狂想曲》、《丝路随想》荣获中国第六届音乐作品比赛二等奖和作品奖。
- 1994年 《姑苏春晓》、《吴歌》荣获第三届中国民族管弦乐展播独奏作品一等奖和二等奖，并获优秀演奏奖。[1]
- 1997年 《姑苏春晓》荣获蓝天文艺创作银翼奖。
- 1999年 《春晓》荣获第七届中国空军文艺会演作品创作三等奖和演奏二等奖。

## 评价
《人民音乐》：“他的演奏，技巧娴熟、神形兼优，柔美里含浑厚、纤细中露奔放，他演奏的《长城随想曲》简直可以说‘无懈可击’。”
《艺苑》：“他的吟揉滑指细致多样，使人随着他的运弓而感奋、随着他的乐声而神往。”
朴东生：“（邓建栋）多年来并不张扬、并不追名逐利，默默地为许多优秀曲目进行试奏，兢兢业业地做着推动二胡事业发展的具体工作，《第一二胡狂想曲》、《第二二胡狂想曲》、《第三二胡狂想曲》等全部由他首演。”